# Dave Frey
David E. „Dave“ Frey (* 1949 in San Francisco, Kalifornien; † 16. März 2015 in Santa Rosa, Kalifornien) war ein US-amerikanischer Jazz-Musiker (Banjo, Gitarre, Ukulele), der in der Dixieland-Szene von San Francisco aktiv war.

## Leben
Frey wuchs in Santa Rosa auf, besuchte die St. Eugene’s Grundschule, die Santa Rosa High School, das Santa Rosa Junior College und studierte an der San José State University. Im Hauptberuf arbeitete er 30 Jahre im Marketing. Banjo-Unterricht hatte er bei Leonard Moors; zwischen 1970 und 1974 spielte er in der Marin Banjo Band, anschließend ein Jahr in der Oakland Banjo Band. 1975 gründete er die Southtown Strummers, mit Bill Houston (Banjo), Greg Stevens (Piano), Phil Anderson (Banjo, Bass) und Jim Brennan (Tuba). 1983 wurde er Mitglied der Jazz Salvation Company. 1990 war er Gründungsmitglied der Band Fourth Street Five, die in den 1990er-Jahren in lokalen Clubs auftrat und 1997 ein Album für Bay Records in Berkeley einspielte. Ab 1991 spielte Frey zudem im 16-köpfigen San Francisco Starlight Orchestra, das Hot Jazz im Stil der 1920er-Jahre  spielte, regelmäßig im Strawberry Recreation Center in Tiburon gastierte und mehrere Alben veröffentlichte. In den 1990er-Jahren gehörte er außerdem der Formation Dress For Less 3 (mit Tom Barnebey, Robert Young), Ted Shafers Jelly Roll Jazz Band (Stomp Off, 1993), der Cell Block 7 (1996–99), Hot Chamber Music Society und der Gold Coast Jazz Band (1997) an.
Mit Susanne Sangiacomo schrieb er ein zweibändiges Banjo-Lehrbuch, The Ultimate Plectrum Banjo Player's Guide, das 2000 erschien (ISBN 978-0-9673611-2-3). Ferner unterrichtete er am International Banjo College in Guthrie (Oklahoma). Im Bereich des Jazz war er zwischen 1992 und 2001 an 13 Aufnahmesessions beteiligt. 2009 wurde er in die American Four-String Banjo Hall of Fame aufgenommen.